# 堀芳枝
堀 芳枝（ほり よしえ、1968年4月 - ）は、早稲田大学社会科学部教授。専門はフィリピン地域研究、ジェンダー、平和学。

## 人物・経歴
2001年恵泉女学園大学人文学部国際社会文化学科専任講師。2003年上智大学博士（国際関係論）。2005年恵泉女学園大学人間社会学部助教授、2007年同准教授。2008年日本平和学会理事。2010年アジア政経学会書評委員。2017年獨協大学外国語学部交流文化学科教授。2018年日本フェミニスト経済学会編集長。2020年早稲田大学社会科学総合学術院教授。

## 著作
- 『フィリピンにおける農地改革と農村住民運動 : ラグナ州カランバ町マバト村の場合』富士ゼロックス小林節太郎記念基金 2000年
- 『内発的民主主義への一考察 : フィリピンの農地改革における政府、NGO、住民組織』国際書院 2005年
- 『学生のためのピース・ノート : Design our peace』（上村英明, 高橋清貴と共編） 御茶の水書房 2013年
- 『学生のためのピース・ノート 2』（編著）コモンズ 2015年

### 翻訳
- デイビッド・J・スタインバーグ著『フィリピンの歴史・文化・社会 : 単一にして多様な国家』（石井正子, 辰巳頼子と共訳）明石書店 2000年
- リディア・N・ユー・ホセ編著『フィリピンと日本の戦後関係 : 歴史認識・文化交流・国際結婚』（佐竹眞明, 小川玲子と共訳）明石書店 2011年